# 天主教维杰亚布勒姆教区
天主教維傑亞布勒姆教區 （拉丁語：Dioecesis Viiayapuramensis）是羅馬天主教的一個教區，包括印度喀拉拉邦中南部兩縣，受天主教韋拉博利總教區管轄。
教區成立於1930年7月14日，2010年有教友79,021名，佔轄區總人口百分之2.0。由163名司鐸名管理八十個堂區。現任教區主教為巴削‧泰凱泰切利爾。